# Джон Лівайн (тенісист)
Джон Лівайн (англ. Jon Levine; нар. 29 вересня 1963) — колишній американський тенісист.
Найвищу одиночну позицію світового рейтингу — 120 місце досяг 23 червня, 1986, парну — 41 місце — 26 вересня, 1988 року.
Найвищим досягненням на турнірах Великого шолома були чвертьфінали в парному розряді.

## Титули на челленджерах

### Парний розряд: (3)
| Ранг | Рік  | Турнір                          | Покриття | Партнер     | Суперники у фіналі                | Рахунок у фіналі |
| ---- | ---- | ------------------------------- | -------- | ----------- | --------------------------------- | ---------------- |
| 1.   | 1986 | Сан-Луїс-Потосі (штат), Мексика | Ґрунт    | Бад Кокс    | Стефан Бонно Іньякі Кальво        | 7–6, 4–6, 6–4    |
| 2.   | 1987 | Нагоя, Японія                   | Тверде   | Ендрю Кастл | Стів Гай Девід Мастерд            | 7–6, 7–6         |
| 3.   | 1987 | Джакарта, Індонезія             | Тверде   | Стів Гай    | Сухар'яді Сухар'яді Доналд Вайлан | 6–7, 6–4, 6–3    |